# Challenger de Lüdenscheid 2024
El torneo Platzmann-Sauerland Open 2024 fue un torneo de tenis perteneció al ATP Challenger Tour 2024 en la categoría Challenger 100. Se trató de la 4ª edición; el torneo tuvo lugar en la ciudad de Lüdenscheid (Alemania), desde el 29 de julio hasta el 4 de agosto de 2024 sobre pista de tierra batida al aire libre.

## Jugadores participantes del cuadro de individuales
| Preclasificado | País                        | Jugador                 | Rank1 | Posición en el torneo |
| 1              | Bandera de los Países Bajos | Botic van de Zandschulp | 85    | FINAL                 |
| 2              | Bandera de Argentina        | Marco Trungelliti       | 136   | Segunda ronda         |
| 3              | Bandera de Argentina        | Román Andrés Burruchaga | 148   | Cuartos de final      |
| 4              | Bandera de Francia          | Titouan Droguet         | 152   | Semifinales, retiro   |
| 5              | Bandera de España           | Oriol Roca Batalla      | 158   | Cuartos de final      |
| 6              | Bandera de Austria          | Jurij Rodionov          | 176   | Primera ronda         |
| 7              | Bandera de Alemania         | Henri Squire            | 184   | Cuartos de final      |
| 8              | Bandera de Polonia          | Kamil Majchrzak         | 190   | Semifinales           |

- 1 Se ha tomado en cuenta el ranking del 22 de julio de 2024.

### Otros participantes
Los siguientes jugadores recibieron una invitación (wild card), por lo tanto ingresan directamente al cuadro principal (WC):
- Diego Dedura-Palomero
- Justin Engel
- Max Schönhaus

Los siguientes jugadores ingresan al cuadro principal tras disputar el cuadro clasificatorio (Q):
- Max Alcalá Gurri
- Mirza Bašić
- Olaf Pieczkowski
- Marko Topo
- Marlon Vankan
- Nicolas Zanellato

## Campeones

### Individual Masculino
- Raphaël Collignon derrotó en la final a  Botic van de Zandschulp por 3–6, 6–4, 6–3

### Dobles Masculino
- David Pel /  Bart Stevens derrotaron en la final a  David Pel /  Matwé Middelkoop /  Denys Molchanov por 6–4, 2–6, [10–8]